# تفاعل البوليمراز المتسلسل للنسخ العكسي

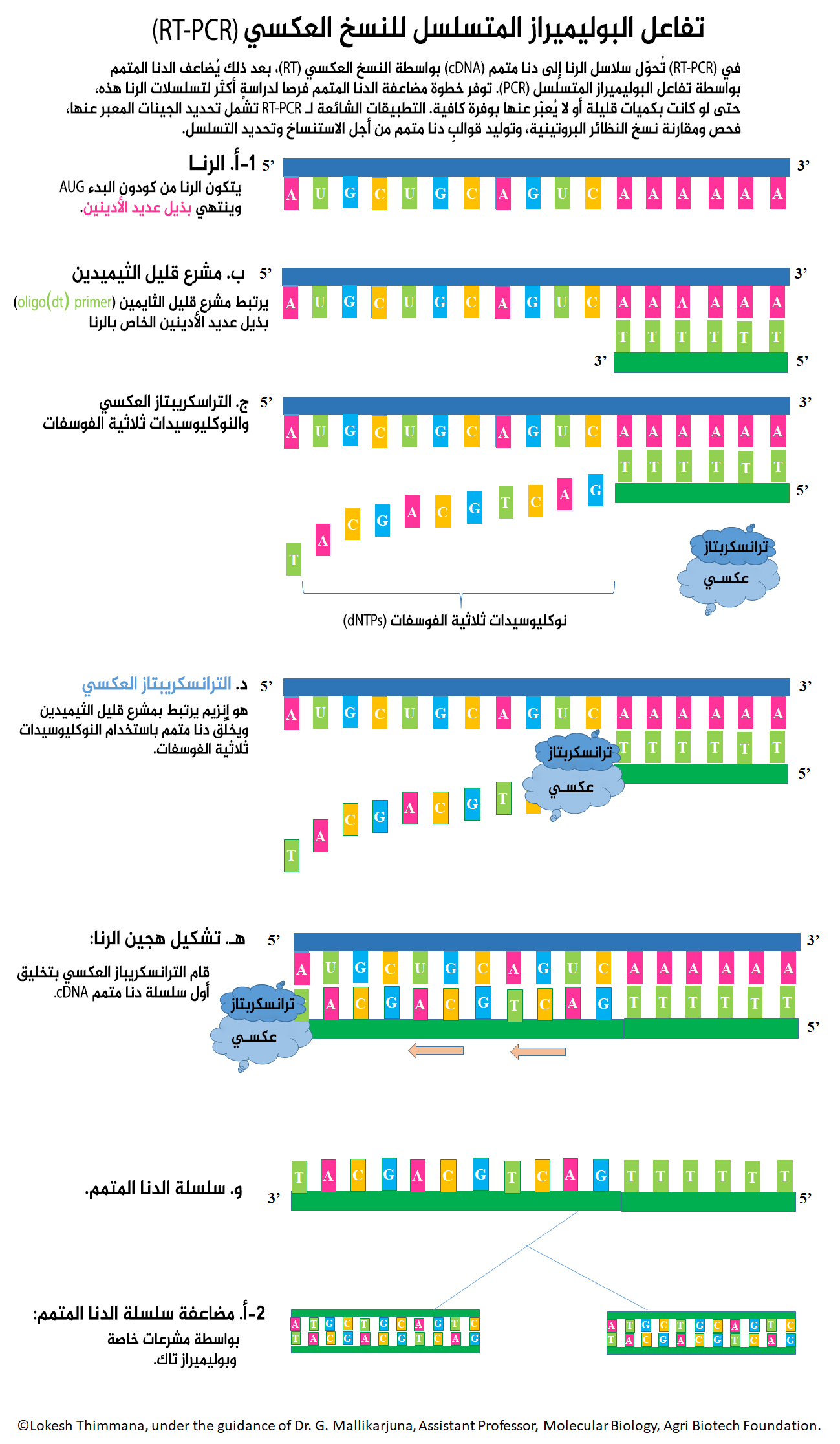
آلية تفاعل البوليمراز المتسلسل للنسخ العكسي.

تفاعل البوليمراز المتسلسل للنسخ العكسي (اختصارًا RT-PCR) هي تقنية مخبرية تجمع بين النسخ العكسي للرنا إلى دنا ( ويسمى في هذا السياق الدنا المتمم) وبين مضاعفة جزيئات دنا مستهدفة محددة باستخدام تفاعل البوليميراز المتسلسل (PCR). تُستخدم هذه التقنية أساسا لقياس كمية رنا محدد، ويتم ذلك عبر مراقبة تفاعل المضاعفة باستخدام الفلورية وهي تقنية تسمى تفاعل البوليميراز المتسلسل اللحظي أو تفاعل البوليميراز المتسلسل الكمي (qPCR). تستخدم توليفة التقنيتين RT-PCR وqPCR بشكل روتيني لدراسة التعبير الجيني وتقدير كمية الرنا الفيروسي في البحوث وفي المخابر الطبية.
أدت العلاقة الوثيقة بين RT-PCR وqPCR إلى استخدام المصطلح qPCR ليقصد به RT-PCR، وهذا الأمر قد يسبب حيرة  لأن RT-PCR يمكن أن تستخدم من دون qPCR على سبيل المثال لتمكين الاستنساخ الجزيئي، سَلسَلة أو تحديد عينات الرنا، وبالعكس يمكن استخدام qPCR من دون RT-PCR، على سبيل المثال لتحديد كمية النُسَخ من قطعة محددة من الدنا.

## التسمية
يُطلق على تقنية بي سي آر النسخ العكسي وبي سي آر الكمي المُدمجة، تفاعل بي سي آر النسخ العكسي الكمي أو بي سي آر النسخ العكسي اللحظي (حتى أحيانًا تُسمّى بي سي آر النسخ العكسي اللحظي الكمي)، وعادة ما يُشار إليها بالاختصارات التالية: (كيو آر تي - بي سي آر) أو (آر آر تي - بي سي آر) أو (آر تي - كيو بي سي آر). لتتجنب هذا التشابُك، يُمكنك استخدام هذه الاختصارات بشكل ثابت طوال المقال:
| التقنية                                                                            | الاختصارات           |
| تفاعل البلمرة التسلسلي                                                             | بي سي آر             |
| تفاعل البلمرة التسلسلي للنسخ العكسي                                                | آر تي - بي سي آر     |
| تفاعل البلمرة التسلسلي اللحظي (الفوري)                                             | كيو بي سي آر         |
| التقنية المُدمجة لتفاعل البلمرة التسلسلي للنسخ العكسي وتفاعل البلمرة التسلسلي الكمي | كيو آر تي - بي سي آر |

## تاريخ
منذ ابتكار تقنية لطخة نورثرن سنة 1977، كانت تُستخدم بشكل مكثف لتكميم (تقدير كمية) الرنا رغم نقائصها فهي: (أ) تقنية مستهلكة للوقت، (ب) تتطلب كمية كبيرة للرنا من أجل تحديد التسلسل المطلوب، (ت) تقدير الكمية غير دقيق في عينات الرنا قليلة الكمية. ومع اكتشاف الناسخ العكسي أثناء دراسة التضاعف الفيروسي قاد ذلك إلى تطوير تقنية RT-PCR التي أخذت منذ ذلك الوقت مكان لطخة نورثرن في تحديد الرنا وتكميمه.
انتشرت تقنية RT-PCR لتصبح تقنية مرجعية في تحديد ومقارنة مستويات الرنا لعدة أسباب منها: (أ) لا تتطلب عمليات ما بعد تفاعل البوليميراز المتسلسل، (ب) يمكنها قياس مجال واسع (< 107 مرة) من الرنا، (ت) توفر فهما وأفكارا في كلا البيانات النوعية والكمية. بسبب بساطتها، تخصصها وحساسيتها، تُستخدَم تقنية RT-PCR في مجموعة متنوعة من التطبيقات: من تجارب بسيطة مثل تحديد كمية خلايا الخميرة في النبيذ إلى استعمالات أكثر تعقيدا كأداة تشخيص لتحديد العوامل المعدية مثل فيروس إنفلونزا الطيور وفيروس كورونا السارس 2.

## التطبيقات
يُوفر التضخيم (التضاعف) الأًسي عن طريق تفاعل البلمرة التسلسلي للنسخ العكسي تقنية عالية الحساسية يُمكنها الكشف عن الكميات الضئيلة للغاية من جزيئات آر إن إيه. يُستخدم آر تي - بي سي آر على نطاق واسع في تشخيص الأمراض الجينية، ويستخدم في القياسات الشبه كَمية في تحديد مدى توافر جزيئات آر إن إيه المختلفة داخل الخلية أو الأنسجة كوسيلة لقياس التعبير الجيني.
الوسائل والطرق البحثية: يُستخدم آر تي - بي سي آر على نطاق واسع في الطرق البحثية لقياس التعبيرات والتسلسلات الجينية. على سبيل المثال، استخدمت لين وزملاؤها تقنية كيو آر تي - بي سي آر لقياس جينات غال في خلايا الخميرة. أولًا، استخدمت لين وزملاؤها تقنيات الهندسة الوراثية في تصميم طفرة لبروتين ليشبه البروتين المُشارك في تنظيم جينات غال. كان من المفترض لهذه الطفرة أن تلغي تعبير غال الجيني، وللتأكد من ذلك، حُللت مستويات تعبير غال الجيني في خلايا الخميرة التي تحتوي على هذه الطفرة باستخدام تقنية كيو آر تي - بي سي آر. استطاع الباحثون وبشكل قاطع التعرف على طفرة هذا البروتين التنظيمي التي قللت أو ألغت تعبير غال. وقد استُخدم تحليل لطخة نورثيرت في دراسة تعبير آر إن إيه الجيني.
الإدراج الجيني: يُمكن أن يكون آر تي - بي سي آر مفيدًا جدًا في حال إدراج جينات حقيقيات النواة في بدائيات النواة. تحتوي جينات حقيقيات النواة على نيترونات موجودة على الجينوم، لكنها غير موجودة على دي إن إيه المِرسال الناضج. لذلك، فإن دي إن إيه المُكمل الناتج عن آر تي - بي سي آر سيكون مطابق تمامًا لتسلسل دي إن إيه الذي سيُترجم مباشرة إلى بروتين بعد عملية النسخ.
تشخيص الأمراض الوراثية (الجينية): يُمكن استخدام آر تي - بي سي آر في تشخيص الأمراض الوراثية مثل متلازمة ليش-نيهان. ينشأ هذه المراض الوراثي بسبب خلل في جين إتش بي آر تي 1، الذي بدوره يؤدي إلى حصى حمض اليوريك البولي القاتل وظهور أغراض مشابهة لأعراض النقرس. يكشف تحليل الأم الحامل والجنين لمستويات تعبير آر إن إيه المِرسال لجين إتش بي آر تي 1 عمّا إذا كانت الأم حاملًا له أم لا، وما إذا كان من المحتمل أن يُصاب الجنين بمتلازمة ليش-نيهان.

## التحديات
على الرغم من مزاياها الجمة، لا تخلو آر تي - بي سي آر من العيوب. إذ ينتج عن النمو الأُسي للنسخ العكسي لدى إن إيه المُكمل (سي دي إن إيه) أثناء الدورات المُتكررة في بي سي آر تقدير كمي غير دقيق لنقطة النهاية بسبب صعوبة المحافظة على الخطّية. طُورت تقنية كيو آر تي - بي سي آر للحصول على نتائج أكثر دقة باستحداث تعديلات تعتمد على الفلورة لمراقبة نواتج التضاعف أثناء كل دورة في بي سي آر. يُمكن أن تعمل الحساسية الكبيرة لهذه التقنية كسلاح ذي حدين، حتى إن أي تلوث ضئيل لـ دي إن إيه يُمكن أن يؤدي لنتائج غير مرغوب فيها. هناك طريقة بسيطة لإزالة النتائج الإيجابية الخاطئة عن طريق تضمين إنزيم تاج بوليمريز إلى طرف 5ʼ على البداية الخاصة بالجين. بالإضافة إلى ذلك، يُشكل تخطيط وتصميم دراسات القياسات الكمية تحديًا تقنيًا بسبب وجود العديد من مصادر التباين بما في ذلك تركيز القالب وكفاءة التضاعف (التضخيم).